# Cryphia syrticola
Cryphia syrticola är en fjärilsart som beskrevs av Turati 1924. Cryphia syrticola ingår i släktet Cryphia och familjen nattflyn. Inga underarter finns listade i Catalogue of Life.